# Basette (film)
Basette è un cortometraggio del 2008 diretto da Gabriele Mainetti.
Realizzato come omaggio alla serie manga e anime Lupin III, ha come protagonisti Valerio Mastandrea, Marco Giallini, Daniele Liotti, Flavio Insinna e Luisa Ranieri ed è stato scritto da Nicola Guaglianone.

## Trama
Antonio è un ladro romano cresciuto in una famiglia di taccheggiatori di supermercati. Mentre si reca a rapinare un ufficio di Poste italiane con i suoi soci Franco e Tony, ricorda la sua vita di vent'anni prima e l'abitudine famigliare natalizia di rubare giocattoli all'UPIM per poi rivenderli. Dopo essersi trasferito con la madre dal Quadraro a Tor Bella Monaca, Antonio si era innamorato della socia di sua madre e sognava di diventare furbo e geniale come il suo eroe dei cartoni animati, Arsenio Lupin III. La madre però era stata arrestata all'UPIM per aver rubato un costume da Lupin III che lui le aveva chiesto per carnevale.
La rapina alle poste non va a buon fine. Antonio, morente e disteso sull'asfalto, vuole finire la propria vita con un sorriso e quindi fantastica di essere stato arrestato, vestito da Lupin III, da un ispettore di polizia che incarna Koichi Zenigata. Avendo perso ogni scopo nella vita dopo averlo catturato, l'ispettore medita di commettere un omicidio-suicidio. Franco e Tony, che incarnano rispettivamente Daisuke Jigen e Goemon Ishikawa XIII, irrompono nel commissariato per liberarlo, ma si fermano nel reparto delle droghe sequestrate per fumarsi una canna. Antonio riesce comunque a liberarsi e a fuggire in moto con la fidanzata Prisca (che incarna Fujiko Mine).
Nella realtà, Franco e Tony sono stati uccisi nella sparatoria che ha messo fine alla rapina. Antonio, in punto di morte, dice ad un paramedico che lo soccorre di chiamarsi "Lupin", sorridendo ad un bambino con indosso una maglietta di Cowboy Bebop. Prisca, in lacrime, corre in moto verso il tramonto lungo una strada di montagna.

## Distribuzione
È stato proiettato il 13 giugno 2008 al 16º Arcipelago Film Festival.

## Riconoscimenti
- 2008 - Nastro d'argento
  - Menzione speciale sceneggiatura di cortometraggio segnalazione SNGCI a Nicola Guaglianone
  - Premio migliore attore di cortometraggio a Daniele Liotti
  - Premio migliore attrice di cortometraggio a Luisa Ranieri
- 2008 - La 25a ora - Il cinema espanso
  - Premio come miglior cortometraggio[2]
- 2008 - Sardinia Film Festival 
  - Premio come miglior cortometraggio[3]
- 2008 - Festival del cinema invisibile
  - Premio per la migliore sceneggiatura a Nicola Guaglianone
- 2009 - Tropea Film Festival
  - Premio per il migliore attore di cortometraggio a Valerio Mastandrea
  - Premio per il migliore regista di cortometraggio a Gabriele Mainetti
  - Premio per la migliore sceneggiatura di cortometraggio a Nicola Guaglianone